# Савинская (река)
Савинская — река в Енисейском районе Красноярского края, левый приток Енисея. Длина реки около 60 км, площадь бассейна 350 км².
Исток находится на водоразделе Енисея и Оби, на высоте 180 м, течет заболоченный неширокой долине, поросшей лиственным лесом (из пород, в основном — ольха и берёза), вначале на северо-восток, поворачивая в низовье в северном направлении. В Государственном водном реестре притоки реки не отмечены, на подробной карте два наиболее крупных правых имеют названия Рассоха 1-я и Рассоха 2-я. Впадает в Енисей на высоте 59 м над уровнем моря в 1928 км от устья.
По данным государственного водного реестра России относится к Енисейскому бассейновому округу. Код водного объекта 17010400112116100028084.